# Kluis van Bolderberg

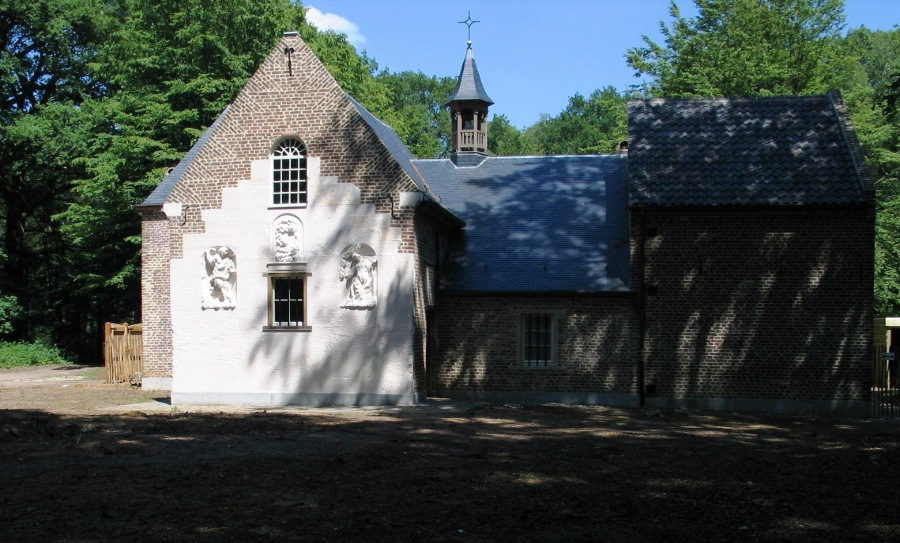
De kluis in Bolderberg (12 juni 2006)

De Kluis van Bolderberg ligt boven op de Bolderberg in het dorp Bolderberg van de Belgische gemeente Heusden-Zolder.

## Geschiedenis
De pelgrim Lambert Hoelen uit Diepenbeek bezocht tijdens een tocht tussen 1670 en 1672 naar Rome de Santa Maria di Loreto. In het Italiaanse stadje Loreto vlak bij Ancona is de Basiliek van het Heilig Huis  gebouwd rondom een huis dat volgens de overlevering het geboortehuis van de maagd Maria was. Het zou door een serie wonderen in de late 13e eeuw van Nazareth naar Loreto zijn overgebracht.
De man vroeg bij zijn thuiskomst toelating aan Ferdinand, graaf von Inhausen und Kniphausen, baron van het Vrije Land van Vogelsanck en heer van Zolder om op het hoogste punt van de omgeving een kluis en kapel te bouwen volgens dieselve forme ende grootheyt als het voorscreven huysken in Loreto. Hij kreeg de toelating op 16 januari 1673 en werd de eerste kluizenaar van Bolderberg.
De kluis kreeg meer glans door de oprichting van het Broederschap van O.L.Vrouw van Loreto op de Bolderberg via een pauselijk decreet op 15 mei 1679 en werd een bekend bedevaartsoord.
Tot 1880 woonden er twaalf kluizenaars. Het gebouw had te lijden van de Franse revolutionairen en vandalisme. Baron Henri de Villenfagne de Vogelsanck, de eigenaar van het gebouw, besloot eind jaren 1980 de kluis te restaureren. De kluis werd beschermd als monument in 1996. In 2004 startten de restauratiewerken die eindigden in 2006. Sindsdien is de kluis terug bewoond en kan de kapel bezocht worden.
Op de foto ziet men de originele kluis (links) die versierd is met twee ornamenten die de Boodschap aan Maria voorstellen; in het midden de kapel met rechts ervan het woonhuis uit de 18e-19e eeuw.